# Der Schimmel von Perbal
Der Schimmel von Perbal ist der vierte literarische Reisebericht des Schweizers Hans Schwarz und schildert seinen Ritt durch die Tschechoslowakei sowie angrenzende polnische und ungarische Gebiete im Jahre 1937.
Das Buch wurde im Jahre seines Erscheinens 1938 durch die Nationalsozialisten auf die Liste des schädlichen und unerwünschten Schrifttums gesetzt und war somit in Deutschland verboten.

## Inhalt
Auf der Suche nach einem Armeepferd, das er privat kaufen möchte, gelangt Schwarz zunächst nach Ungarn. Sein bisheriges Reisepferd "Arbalète" ist mittlerweile 16-jährig und daher nicht mehr für Reisen dieser Art geeignet. Schwarz findet nach einigem Suchen sein Wunschpferd in Perbál an der tschechoslowakisch-ungarischen Grenze. Da die Dorfbewohner darauf bestehen, dem Pferd einen eigenen Namen zu geben, wird der Wallach kurzerhand „Kedves“ (= Liebling) getauft.
Noch an Ort und Stelle wird der „Schimmel von Perbal“ nun durch Schwarz während der nächsten Wochen eingeritten und erst danach startet die eigentliche Reise. Begleitet wird Schwarz von einem Kameraden, dem Oberleutnant Rub, der mit dem Auto voraus fährt und die täglichen Stationen zur Rast vorbereitet. Schließlich ist auch der  Entlebucher Rüde Chüeri wieder mit von der Partie, der Schwarz bereits auf seinem vorjährigen Ritt nach Istanbul und Athen begleitet hat.

## Bevorzugte Themen
Wie schon in seinen vorangegangenen Büchern widmet sich Schwarz vorwiegend der Beschreibung des Rittes. Unter dieser Oberfläche wendet er immer wieder den Blick des Lesers auf verschiedenste Besonderheiten, die ihm begegnen. Zuweilen werden diese durch historische oder kulturelle Reminiszenzen ergänzt. Ein besonderer Zug des Autors sind seine Beobachtungen und Überlegungen zur Pferdezucht und Haltung der Tiere in den jeweiligen Landstrichen.

### Menschen und Kultur
Besonders in den Begegnungen mit den Einwohnern der Dörfer und Städte wird Schwarz’ Haltung zur aktuellen politischen Lage sichtbar. Als Schweizer und urstämmiger Demokrat schildert er unvoreingenommen die Lebensbedingungen der Menschen, kann sich jedoch einer eigenen Position nicht vollständig entziehen. Zwar antwortet er immer wieder auf die Frage „ob er denn meine, daß es Krieg geben werde“ mit der Versicherung, das wisse er ebenso wenig wie die Menschen selbst, doch vor dem Hintergrund der politischen Lage bezieht er zumindest insofern Stellung, indem er die technischen und technologischen Neuerungen des jungen Landes hervorhebt.

Auffällig ist sein Lob der aufstrebenden tschechischen Industrie und der gelungene Ausbau der Fernverkehrsstraßen, nachdem das Land sich nach der Erlangung der Unabhängigkeit 1919 von der Donaumonarchie losgesagt hatte. Die Verkapitalisierung der Menschen durch einen ehemals kleinen handwerklichen Schusterbetrieb, der nunmehr zu einem landesweit operierenden Konzern angewachsen ist, sieht er hingegen mit Skepsis. Grundsätzlich aber bemüht sich Schwarz um eine moderate Haltung: 

„Ohne unser Zutun gleitet das Gespräch bald auf politisches Gebiet, und wir haben unsere Neutralität zu wahren, indem wir uns jeden Urteils enthalten. Man setzt sich zwar damit oft falscher Beurteilung aus, gilt für lau und interessenlos. Doch mag es besser sein, dies in Kauf zu nehmen; an den Zuständen würde unser unberufen schiedsrichterliches Urteil nichts ändern, so sehr man dies Urteil oft fordert.“

Typisch für Hans Schwarz sind auch seine Beobachtungen zur neuen, schnelllebigen Zeit, die einen groben Unterschied macht zwischen dem Leben auf dem Land und dem in den Städten. Immer wieder skizziert er Menschen, in deren Gestus und Gebaren er eine selige Form innerer Ruhe zu erkennen glaubt. Diese findet er vorwiegend in den Zügen der Alten und jener, die auf dem Land leben. Seien sie auch arm und gebeugt, Schwarz verbirgt nicht seine Sympathie mit den Menschen der Provinz. In den Städten erscheinen ihm die Menschen dagegen als gehetzt und kummervoll. Beim Anblick einer jungen Näherin in Königgrätz stellt er Überlegungen über ihre vermeintlich ländliche Herkunft an und vermutet, sie habe geglaubt „in der Stadt ihr Glück zu finden. Nun ist sie in diese sonnenlose Hintergasse verbannt und lebt ihr kummervolles Leben zu Ende wie Tausende ihrer Schwestern in jeder Stadt“ aber „irgendwie scheint sie das Leben schon zerbrochen zu haben“.

### Historisches
Um den historischen Rang der Lande zu unterstreichen, die Schwarz durchreitet, streut er erläuternde Abschnitte in den Text ein und trifft auch auf diese Weise subtil zeitpolitische Aussagen. Um das Recht auf die Unabhängigkeit Böhmens resp. der Tschechoslowakei zu unterstreichen, schildert er in kurzen Worten den Kampf um die Vorherrschaft im Alten Reich in der Schlacht auf dem Marchfeld 1278, bei der sich böhmische wie ungarische Truppen beteiligten, und deren Völker sich  in den folgenden Jahrhunderten immer wieder als Spielball großer Politik wiederfanden.

### Hippologisches
Schwarz bewundert und schätzt das Gespür der Menschen der Puszta für ihre Pferde. Ausgiebig schildert er exemplarisch den Werdegang seines Schimmels vom Fohlen zum Reitpferd. Als Pferdekenner legt er Wert auf die Darstellung der Lebensumstände, unter denen die Pferde der Puszta von ihren Bauern herangezogen und ausgebildet werden, wie es sich gehört für Leute, die mit den Pferden geboren werden und die ebenso mit den Pferden sterben werden.

## Form
Der Reisebericht ist in mehrere Kapitel unterteilt, die den chronologischen Fortgang der Reise widerspiegeln. Zu Beginn eines jeden Kapitels schickt der Autor eine kurze Zusammenfassung voraus, die den Leser auf das Kommende einstimmen soll.
Obwohl der Hergang der Schilderungen eine gewisse Zufälligkeit impliziert, geht Schwarz auf seiner Reise keineswegs ziellos vor, sondern steuert den jeweils nächsten geplanten Ort an, ohne diesen im Voraus zu nennen. Im Nachhinein erschließt sich dann aus dem Verlauf der Handlung die erwählte Struktur und der Ablauf der Reise.
Geschickt verbindet Schwarz die verschiedenen Themen miteinander, so dass der Leser in manchmal atemberaubender Weise dem Hergang des Geschehens folgen muss, bis wieder eine längere Schilderung oder ein ausgeweiteter Gedankengang des Autors als retardierendes Moment den Lesefluss beschwichtigt.
Geschrieben ist der Text in hochdeutscher Sprache, was auf die erwartete Leserschaft deuten lässt. Andere Bücher und Texte, die er vorwiegend für seine Schweizer Eidgenossen schrieb, sind weitgehend in Schweizerdeutsch verfasst.

## Textausgaben
- Schwarz, Hans: Der Schimmel von Perbal. Ein Ritt durch die Tschechoslowakei. Zurich 1938.
- Kurzzusammenfassung auf hans-schwarz.ch, Militia Helvetica, Band III, S. 105–106.